# 鯰江貞景
鯰江 貞景（なまずえ さだかげ）は、戦国時代の武将。六角氏の家臣。近江国愛知郡鯰江城主。

## 略歴
永禄11年（1568年）、織田信長の侵攻を受けて（観音寺城の戦い）、観音寺城から逃れた六角義賢・義治父子を、子・定春と共に自身の鯰江城へ迎え入れて籠城し、六角家の旧臣や湖東三山の一つである百済寺等の支援を受けて信長に抵抗した。信長は百済寺へ入った後、柴田勝家、佐久間信盛、丹羽長秀、蒲生賢秀らに命じ鯰江城の周囲に井元城や中戸城等の城砦を築かせ包囲させるが落城はしなかった。しかし、天正元年（1573年）9月4日、信長の命を受けた柴田勝家の再度の侵攻により義賢は鯰江城を捨て逃亡、鯰江城は落城した。
子・定春は、後に豊臣秀吉に仕え大坂に所領を与えられ、その地は「鯰江」と呼ばれた。現在も大阪市城東区にその呼称が残っている（鯰江城跡案内板）。